# ディバイダ

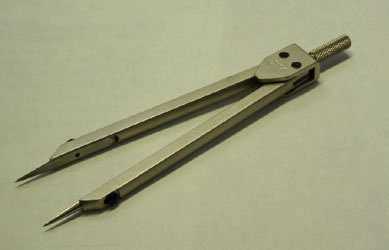
歯車機構によって両方の脚が均等に開くディバイダ。全長130mm

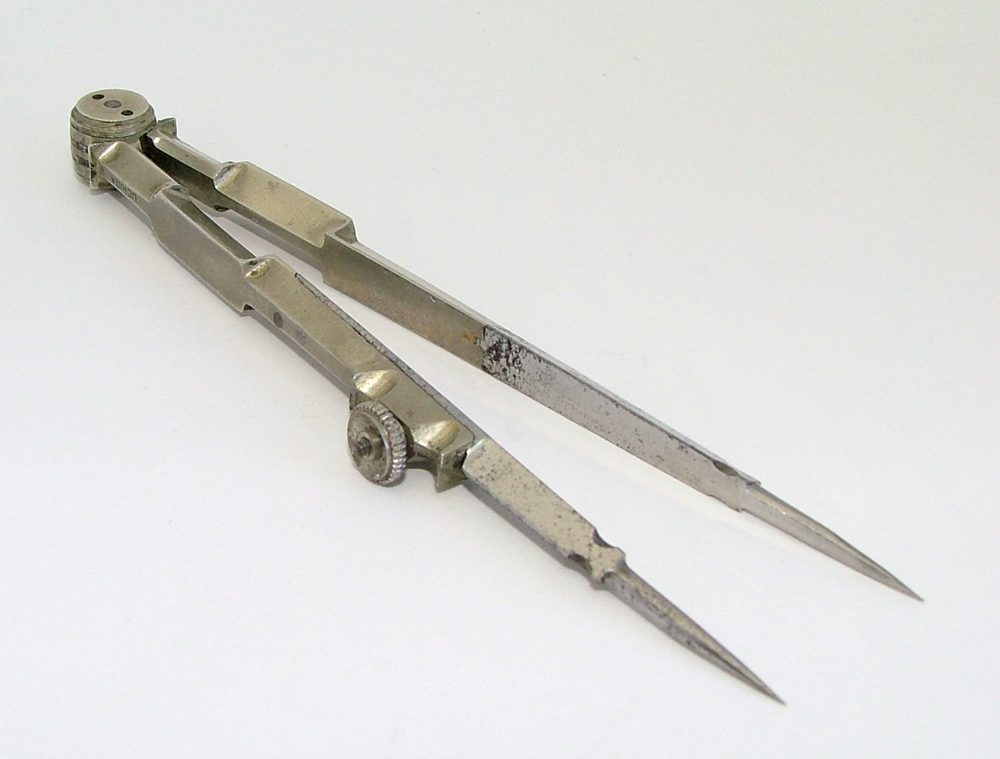
微動ダイヤル付き・英式ディバイダ。全長120mm

ディバイダ(divider)とは、「区切るもの」を意味し、事物を分割する道具や物に使用される名前である。本棚などの間仕切りや、長さを測り取る文房具、電波の分配器、除算器などがこの名で呼ばれる。

## ディバイダ（文具）
製図などにおいて、円周を等分したり、寸法の転記などに使用される器具。自在な角度に開閉できる二本の脚を持ち、その両端が針になっている。
形状はコンパスに似ており、簡単な作業ならばコンパスで代用できる。また、脚の片方を針に交換してディバイダとして使えるものもある。
たとえば図面上のある長さを写し取り、他の図面で再現するときなどに用いる。とくに、その長さ（a）の等倍の長さ（2a、6a、20aなど）を測るときなどは素早い作業性を実現できる。
これは、人が指を開いて長さを測る動作を精密に行う器具と言えよう。ディバイダは両端が針となっているため、精密な測定が可能である。